# Hexaoxotriciklobutabenzol
A hexaoxotriciklobutabenzol a triciklobutabenzol hexaketonja. A szén egyik szokatlan oxidja. T. Hamura fedezte fel munkatársaival 2006-ban.

## Fordítás
Ez a szócikk részben vagy egészben  a   Hexaoxotricyclobutabenzene című angol Wikipédia-szócikk fordításán alapul.  Az eredeti cikk szerkesztőit annak laptörténete sorolja fel. Ez a jelzés csupán a megfogalmazás eredetét és a szerzői jogokat jelzi, nem szolgál a cikkben szereplő információk forrásmegjelöléseként.